# 12-й пограничный отряд войск НКВД
12-й пограничный отряд войск НКВД — соединение пограничных войск НКВД СССР, принимавшее участие в Великой Отечественной войне.

## История
На 22 июня 1941 года отряд, насчитывая 1190 человек личного состава, находился на обороне границы на участке: побережье Балтийского моря от мыса Колка до Паланги
В состав отряда входили 1-я пограничная комендатура и 1-я резервная пограничная застава (Мазирбе) в составе 1-й — 5-й пограничных застав, 2-я пограничная комендатура и 2-я резервная пограничная застава (Вентспилс) в составе 6-й — 10-й пограничных застав, 3-я пограничная комендатура и 3-я резервная пограничная застава (Павилосте) в составе 11-й — 15-й пограничных застав, 4-я пограничная комендатура и 4-я резервная пограничная застава в составе 16-й — 20-й пограничных застав (Либава), 5-я пограничная комендатура и 5-я резервная пограничная застава (Руцава) в составе 21-й — 25-й пограничных застав и контрольно-пропускной пункт «Либава». Входил в состав Управления пограничных войск НКВД Прибалтийского округа.
Штаб отряда находился в Либаве.
В составе действующей армии с 22 июня 1941 по 1 сентября 1941 года.
В 6-25 22 июня 1941 года 25-я пограничная застава была атакована передовыми частями 291-й пехотной дивизии. Пограничные заставы были сняты со своих позиций и отведены в Руцаву, к штабу 5-й комендатуры, где из них были сформированы взводы и роты. К 13-30 22 июня 1941 года сводная часть заняла оборону в районе Руцавы. В 15-30 перед районом обороны появилась разведка противника из 14 мотоциклистов, которая была пропущена в расположение и уничтожена. В 16-20 появилась вторая разведывательная группа, насчитывавшая 30 мотоциклистов, и тоже была уничтожена. В 17-30 колонна противника силой до пехотного батальона подошла к району обороны пограничников. По колонне внезапно был открыт огонь, так, что противник даже и не попытался развернуться в боевой порядок и начал бегство, а с тыла противника встретил резервный взвод. Колонна была атакована с разных направлений и в конце концов в рукопашной была разгромлена. Потери противника составили более 250 солдат и офицеров, захвачены трофеи в виде 45 мотоциклов, 6 станковых и 12 ручных пулемётов, много автоматов и винтовок. В 20-30 противник бросил в атаку пехотный батальон, усиленный ротой бронетранспортёров и смял оборону пограничников, которые были вынуждены отступить в район железнодорожной станции Папе, а затем, после двухчасового боя, в район местечка Ница. В 14-30 23 июня 1941 года отряд вновь был атакован и окружён в районе Бернаши, где полностью был уничтожен.
Из хроники Великой Отечественной войны за 22 июня 1941 года
Развернулись ожесточенные бои пограничников в местечке Руцава близ Лиепаи под руководством начальника штаба 12-го пограничного отряда майора В. А. Черникова, которые в течение нескольких часов сдерживали атаки превосходящих сил частей 291-й немецкой пехотной дивизии, пока на подкрепление к ним не подошли подразделения 67-й советской стрелковой дивизии.
.
Большая же часть пограничного отряда (исключая 1-ю и 2-ю комендатуры в районе Вентспилса) и его штаб были окружены в Либаве. 25 июня 1941 года 1-я и 2-я комендатуры совместно со 114-м стрелковым полком 67-й стрелковой дивизии предприняли попытку разрыва кольца окружения с севера, однако окончившуюся неудачей.
Из состава отряда из Либавского окружения смогли вырваться только 165 человек.
1 сентября 1941 года расформирован.

## Командиры
- майор Якушев Василий Иванович